# Municipio de Cuauhtémoc (Colima)
El municipio de Cuauhtémoc se encuentra ubicado al noreste del estado de Colima, limitando en tal punto cardinal con Tonila (Jalisco); al este, con Pihuamo (Jalisco); al sur y sureste, con el de Colima; y al oeste, con los de Comala y Villa de Álvarez. Se localiza entre las coordenadas geográficas de los 19° 12′ al 19° 30′ de latitud norte y los 103° 30′ al 103° 42′ de longitud oeste. La cabecera municipal es Cuauhtémoc.

## Descripción
Las tierras que hoy ocupa Cuauhtémoc, en su época prehispánica, estuvieron habitadas por diversos núcleos indígenas que procedían de la zona centro de la República. Después de la Conquista de México en 1521, se estableció el primer Virreinato, siendo su primer Virrey Don Antonio de Mendoza, quién dispuso la construcción de una brecha, llamada desde sus orígenes Camino Real de Colima, el cual salía desde la Ciudad de México (antes Tenochtitlán) hasta el puerto de Manzanillo, atravesando, antes de llegar a la ciudad de Colima, lo que actualmente es la cabecera y municipio de Cuauhtémoc. 

### Historia
A principios del siglo XVI, a orillas del Camino Real se establecieron pequeñas rancherías cuyos habitantes prestaban servicios a los arrieros y transeúntes; estos asentamientos humanos fueron creciendo poco a poco, al grado que para el año de 1850  esta zona era conocida con el nombre de "Los Ranchos 
Ingratos de San Jerónimo". En 1879, vecinos de estos ranchos solicitaron al H. Congreso del Estado, elevarlo a la categoría de Pueblo, lo cual se logró bajo el nombre de Guatimotzín de los Altos Llanos. El gobernador del estado en esa época era Doroteo López. Años más tarde, correspondió al gobernador José Felipe Valle, elevar el pueblo a la categoría de Municipio Libre con el nombre oficial –como hasta ahora se le conoce– de Cuauhtémoc. Fue en territorio cuauhtemiño donde dio inicio la Revolución Cristera, el 28 de febrero de 1927, con la batalla en el rancho Mascadas de Caña.

### Localidades
PRINCIPALES LOCALIDADES:
- Cuauhtémoc: "Pueblo Altivo, Siempre leal", Cabecera del municipio del mismo nombre; se encuentra a 15 kilómetros de la ciudad de Colima, capital de Estado; las principales actividades que realizan sus habitantes se ejecutan en los sectores agrícola, ganadero, comercial y profesional.
- Quesería: "Pueblo Próspero" Está ubicado a 6 kilómetros al norte de la cabecera municipal. Tiene habitantes que llevan a cabo actividades agropecuarias, industriales, comerciales, profesionales y de manufactura; muchas de éstas vinculadas al “Ingenio Quesería”, propiedad del Grupo Azucarero “Beta San Miguel”
- El Trapiche: "Pueblo de arranque, no hay quien sonsaque" Se encuentra ubicado a 4 kilómetros al sur de la cabecera municipal; tiene 2,700 habitantes que, en su mayoría, efectúan actividades agropecuarias, industriales, comerciales, profesionales y de manufactura.
- Buenavista: "La Maravilla escondida"  Es una comunidad donde predominan las actividades agrícolas y ganaderas; está situada a 8 kilómetros al noreste de la cabecera municipal; tiene 1,200 habitantes y en sus inmediaciones se encuentra el Aeropuerto Nacional “Miguel de la Madrid Hurtado”.
- Alcaraces: "Buena Tierra, Mujeres Buenas", Se encuentra ubicado a 4 kilómetros al norte de la cabecera municipal. Es una pequeña comunidad caracterizada por ser un centro agrícola y ganadero además es el muy conocida por su historia pues se dice que de alcaraces vienen muchos gobernadores colimenses de años anteriores, a finales de mayo se celebra la "Feria Cultural Y Gastronómica de los Tamales", donde participan ciudadanos, cocineros y restauranteros de todo el estado haciendo diferentes tipos de tamales; con una población de 1,800 habitantes, se ha caracterizado por ser un lugar de mitos y leyendas.

OTRAS LOCALIDADES:
- Alzada
- Bajío de la Leona
- Cerro Colorado
- Chiapa
- El Cóbano
- El Parián
- La Parotita
- Montitlán
- Ocotillo
- Palmillas
- San Joaquín

El resto de las comunidades y rancherías tienen menos de 1,000 habitantes y están a pocos kilómetros de la cabecera municipal o de las comunidades más grandes; éstas son: Alzada, Bajío de la Leona, Cerro Colorado, Chiapa, El Cóbano, El Parián, La Parotita, Montitlán, Ocotillo, Palmillas y San Joaquín.

### Clima
Los climas del municipio, según el grado de humedad, se caracterizan como subhúmedos; y, con relación a su temperatura, cálidos. En la parte noreste domina el clima cálido subhúmedo; al norte, el más húmedo y templado; y al sur, de clase intermedia. La temperatura media anual es de 23.7 °C, con régimen de lluvias que comprende variablemente entre los meses de mayo a octubre. La precipitación pluvial media anual es de 1,336 mm. En la parte alta del municipio se localiza una zona boscosa que abarca un 30% de la superficie total del mismo; en este lugar abundan las pináceas de gran altura y tronco grueso, así como los árboles maderables de alta estima como fresno, encino, nogal, caoba, rosa morada, pino, entre otros. En la zona media y baja predomina una regular cantidad de árboles como parotas, primaveras (útiles en la industria mueblera y artesanal), huitzilacates, guamúchiles, higueras, guásimas, anonas, zalates, huizaches, chamizos, tepanes, etc.; el resto de la superficie está ocupada por cultivos agrícolas, frutícolas y pastizales
Por lo que se refiere a la fauna, podemos encontrar, aun cuando gran parte del bosque ha sido lastimosamente destruido, a un buen número de especies en su hábitat natural como jaguares, onzas, pumas americanos, coyotes, zorros, gatos montés, cacomixtles, tejones (coatí), mapaches, tlacuaches, venados, ardillas, conejos, serpientes diversas y roedores. También hay extensa variedad de aves: zopilotes, águilas, cuervos, gavilanes, lechuzas, tecolotes, jilgueros, tzentzontles, gorriones, mirlos, golondrinas, jardineros, tordos, palomas, codornices, torcacitas, zanates, y peces en estanques y ríos.

### Geología
Toda esta región emergió, según estudios geológicos, de las aguas oceánicas en la era paleozoica. Los tipos de suelo son de muy diversas texturas, encontrándose desde los arcillosos y barreales que predominan en la región de Buenavista, hasta los areno-migajosos, con diversos porcentajes de arena y limo en otras zonas. Su clasificación corresponde a los suelos de montaña o transición y, por su cercanía con el volcán, tienen un alto porcentaje de rocas que dificultan, en algunas zonas, la agricultura. Se caracterizan además por sus pendientes, planos inclinados y montículos. El 50% del suelo se destina a la actividad agrícola, un 30% al uso forestal; el resto es para el desarrollo pecuario, vivienda, espacios y servicios públicos; predomina la tenencia de la tierra de tipo ejidal, el resto es propiedad privada.

### Medios y vías de comunicación
Al municipio llegan diferentes medios de comunicación masiva: prensa local y nacional a través de varios órganos informativos: diarios matutinos, revistas semanales y quincenales, así como señales de estaciones de radio estatales y regionales que, dentro de su programación incluyen programas nacionales; también hay señal de televisión proveniente de sistemas regionales, estatales y nacionales y el servicio de Megacable (televisión de paga) con programación nacional e internacional.
Para la comunicación por vía terrestre está la carretera nacional Manzanillo-Guadalajara con sus cuatro carriles, la que atraviesa y comunica al municipio con la capital del estado y centro del país. Existen, además, un buen número de caminos vecinales de pavimento y terracería que unen a la cabecera municipal con todas las comunidades del municipio; en las zonas de producción agrícola son muy comunes los caminos saca-cosechas (que se abren solo en temporada de cosechas para sacar los productos del campo). La línea del ferrocarril Guadalajara-Manzanillo cruza el municipio de sureste a noreste; en esta ruta se encuentran las estaciones de Alzada y Buenavista.

## Actividades económicas
El municipio de Cuauhtémoc cuenta con un amplio porcentaje de población económicamente activa debido a su desarrollo agrícola e industrial y también por su cercanía con la ciudad de Colima, capital del estado;
- Agricultura. Cuauhtémoc, ocupa el primer lugar estatal en el cultivo y producción de la caña de azúcar, particularmente en la zona norte que abastece al Ingenio Quesería–Beta San Miguel. En los valles, concretamente en Buenavista, se cultiva el arroz cuya producción destaca en primer sitio en el estado de Colima. En menor escala se produce árboles frutales, camote, jamaica, jícama, maíz, fríjol, pastizales y sorgo en grano.
- Ganadería. Esta actividad, complemento de la agrícola, reviste de singular importancia desde la época de las haciendas al municipio de Cuauhtémoc. En la actualidad se beneficia del sistema de abrevaderos, pastos inducidos, apoyos técnicos y créditos financieros. En la producción de bovinos sobresalen los grupos del “Ejido Fernández”.
- Industria. Una actividad sumamente importante para el desarrollo del municipio es la industria azucarera del Ingenio Quesería, propiedad del Grupo Beta San Miguel, que es el segundo productor de azúcar en México y el primer productor privado del país. El ingenio recibe su materia prima de 1,830 cañeros, quienes son ejidatarios o pequeños propietarios de 9,829 hectáreas. Emplea a 347 personas de la región en época de zafra y 225 en época de reparación, de forma permanente. El ingenio molió durante la zafra 2002/2003, 843,328 toneladas de caña. Se reciben diariamente más de 300 camiones cargados y su capacidad de molienda es de 5,500 toneladas por día. Destacan también, por su importancia y generación de empleos, las Encinas Peletizadora de Alzada), empresa perteneciente al Corporativo “Hylsamex”, dedicada a la extracción del mineral de fierro y proceso de peletización, así como la “Embotelladora Aga” de El Trapiche y pequeñas empresas e industrias familiares que elaboran y comercializan artesanías, herramientas, jarciería, etcétera.
- Comercio y servicios. Cuauhtémoc, cuenta con una diversidad de comercios y servicios formales e informales que buscan satisfacer las demandas más elementales de la población: almacenes y tiendas varios, funerarias, mueblerías, restaurantes, mercados y tianguis. Servicio de hospedaje, taxis, transporte local y regional y asistencia profesional en distintas áreas.

### Cultura
La oferta cultural del municipio de Cuauhtémoc se integra en Quesería por el Museo del Azúcar, Centro Cultural Quesería, 2 Bibliotecas públicas y algunos grupos artísticos–comunitarios como “Vida y Libertad”, que realiza variadas actividades culturales y de enseñanza artística. En Cuauhtémoc se encuentra un centro cultural que funciona como Casa de la Cultura; ahí se imparten cursos y talleres sobre artes en general.

### Religión
La religión predominante en el municipio de Cuauhtémoc es la católica;  El municipio pertenece a la diócesis de Colima cuyo obispo es Mons. Marcelino Hernández. La oferta religiosa del municipio de Cuauhtémoc consiste en por lo menos una capilla o templo en cada localidad.

### Educación
La oferta e infraestructura educativa del municipio de Cuauhtémoc cubre el total de las necesidades de educación en todos los niveles (a excepción del profesional): preescolar, primaria y secundaria los atiende la Secretaría de Educación, CONAFE e INEA. El nivel medio superior lo cubren la Universidad de Colima y la Secretaría de Educación Pública (SEP). Esta oferta se integra en Quesería por 4 escuelas primarias (3 públicas y 1 particular), una secundaria, un bachillerato de la Universidad de Colima (Técnico n.º 22), una plaza comunitaria del INEA (Instituto Nacional de Educación para los Adultos). En este municipio se encuentran 2 secundarias, 2 bachilleratos de la Universidad de Colima (Técnicos n.º 12 y n.º 13), un CETIS (n.º 157), una academia de corte y
confección, un instituto de cómputo (“Manuel Altamirano”) y un instituto de cultura de belleza, incorporados a la SEP.

### Turismo
En comparación con otros municipios, Cuauhtémoc ofrece pocas posibilidades de entretenimiento, sin existir casi distinciones de acuerdo a los niveles socioeconómicos de los jóvenes. Cuauhtémoc tiene muchos ranchos y haciendas, "la Ex Hacienda de Chiapa" ubicada en Chiapa, "el Rancho el Bolitario" ubicado en Alcaraces, "La Mulata" en Montitlán, entre otros, las ofertas en museos son pocas puesto que en Queseria se encuentra el Museo de la Caña y el Azúcar, y en Buenavista, el Museo del Arroz. La mayoría se divierte conviviendo con sus amigos los fines de semana en los jardines principales de las comunidades, o bien asistiendo a excursiones, funciones improvisadas de cine, bailes, tardeadas o noches “disco” que esporádicamente realizan algunas escuelas (actividades pro graduación), grupos juveniles, partidos políticos o incluso el H. Ayuntamiento, que es el encargado de organizar cada fin de semana las “noches disco” en el Casino de Cuauhtémoc. En todas las comunidades existe por lo menos una cancha o espacios deportivos de usos múltiples, cuyo mantenimiento es responsabilidad del H. Ayuntamiento. En Quesería existe una unidad deportiva, 4 canchas de fútbol (3 de soccer y una de “rápido”), mientras que en Cuauhtémoc existe una unidad deportiva, 3 canchas (una de fútbol, una de basquetbol y una de usos múltiples), según comenta Victoria C. Jaramillo Moreno (coordinadora del CIPJ de Cuauhtémoc): “En los espacios deportivos no hay actividades para los jóvenes, los espacios están subutilizados. también se pueden encontrar baños públicos cada 5 cuadras. El municipio de Cuauhtémoc cuenta con una extensión territorial de 373.2 km², a una altitud que va desde los 690 hasta los 2,700 m s. n. m. Colinda con los municipios de Colima, Comala, Villa de Álvarez y con los municipios del Estado de Jalisco Tonila y Pihuamo. Su clima es cálido húmedo con lluvias en verano, con una temperatura media anual es de 23.7 °C.
Cuenta con una población total de 27,107 habitantes (INEGI 2012), de los cuales 13,624 son mujeres y 13,483 hombres. Existe un total de 7,431 viviendas.
Entre algunos de los atractivos turísticos se encuentran: la zona montañosa, que sobresale por su atractivo natural; sus bellas barrancas, las zonas arqueológicas, y las exhaciendas del municipio.

## Gobierno

### Presidentes municipales
| Período               | Presidente municipal             | Partido político | Notas                                                                        |
| --------------------- | -------------------------------- | ---------------- | ---------------------------------------------------------------------------- |
| 1919                  | Luis Zamora Guízar               |                  |                                                                              |
| 1920                  | Valentín Mendoza                 |                  |                                                                              |
| 1921                  | J. Jesús Curiel                  |                  |                                                                              |
| 1922                  | Toribio Rodríguez                |                  |                                                                              |
| 1923                  | Filomeno Preciado                |                  |                                                                              |
| 1924                  | Miguel Tejada Rosas              |                  |                                                                              |
| 1925                  | Jesús Vizcaíno                   |                  |                                                                              |
| 1926                  | Miguel Tejada Rosas              |                  |                                                                              |
| 1926                  | Rafael Curiel                    |                  |                                                                              |
| 1927                  | Francisco Velasco                |                  |                                                                              |
| 1928-1929             | Benito Tejeda Rosas              |                  |                                                                              |
| 1930                  | Anastacio García                 | PNR              |                                                                              |
| 1931                  | Heliodoro Bayardo                | PNR              |                                                                              |
| 1931                  | J. Trinidad Santa Ana            | PNR              |                                                                              |
| 1931                  | Raymundo Preciado                | PNR              |                                                                              |
| 1932                  | ¿?                               | PNR              |                                                                              |
| 1933-1934             | Anastacio García                 | PNR              |                                                                              |
| 1935                  | Amado Barbosa                    | PNR              |                                                                              |
| 1935                  | Ildefonso González               | PNR              |                                                                              |
| 1936                  | J. Trinidad Santa Ana            | PNR              |                                                                              |
| 1937                  | Ramón Barbosa                    | PNR              |                                                                              |
| 1937                  | Jesús Muñoz                      | PNR              |                                                                              |
| 1938                  | Amado Barbosa                    | PNR              |                                                                              |
| 1938                  | Leopoldo Heredia                 | PRM              |                                                                              |
| 1939-1940             | J. Concepción Meza               | PRM              |                                                                              |
| 1940                  | Rafael Curiel                    | PRM              |                                                                              |
| 1941                  | Florencio Larios T.              | PRM              |                                                                              |
| 1942                  | Víctor González C.               | PRM              |                                                                              |
| 1943-1945             | Rafael Curiel                    | PRM              |                                                                              |
| 1946-1948             | Francisco Velasco Galindo        | PRI              |                                                                              |
| 1949-1950             | Porfirio González Curiel         | PRI              |                                                                              |
| 1951                  | Carlos Zamora Ceballos           | PRI              |                                                                              |
| 1951                  | Irineo González                  | PRI              |                                                                              |
| 1952-1954             | Rafael Tejada Ochoa              | PRI              |                                                                              |
| 1955                  | Vicente Silva Preciado           | PRI              |                                                                              |
| 1956-1958             | José Preciado González           | PRI              |                                                                              |
| 1959-1961             | Gabino Pinto Solís               | PRI              |                                                                              |
| 1962-1963             | Jorge Velasco Márquez            | PRI              |                                                                              |
| 1964                  | José Tejada Velasco              | PRI              |                                                                              |
| 1965                  | David Díaz Romero                | PRI              |                                                                              |
| 1966-1967             | Gonzalo Verduzco Curiel          | PRI              |                                                                              |
| 1968-1970             | Valentín Santa Ana Ugarte        | PRI              |                                                                              |
| 1971                  | Rodolfo Núñez Silva              | PRI              |                                                                              |
| 1972-1973             | Rafael Ávalos C.                 | PRI              |                                                                              |
| 1974-1976             | Vicente Silva Preciado           | PRI              |                                                                              |
| 1977-1979             | Rodolfo González Rodríguez       | PRI              |                                                                              |
| 1980-1982             | Librado Silva García             | PRI              |                                                                              |
| 1982                  | Lino Romero Velasco              | PRI              |                                                                              |
| 1983-1985             | Alfredo Romero Velasco           | PRI              |                                                                              |
| 1986-1988             | Epigmenio Plascencia Rangel      | PRI              |                                                                              |
| 1989-1991             | L. Humberto Santa Ana Ugarte     | PRI              |                                                                              |
| 1992-1994             | Ricardo Galindo Velasco          | PRI              |                                                                              |
| 1995-1997             | Salvador Solís Aguirre           | PRI              |                                                                              |
| 1998-2000             | José de Jesús Plascencia Herrera | PRI              |                                                                              |
| 2000-2003             | César Ceballos Gómez             | PRI              |                                                                              |
| 2003-2006             | Salvador Solís Aguirre           | PRI              |                                                                              |
| 2006-2009             | José Luis Aguirre Campos         | PRI PVEM         | Coalición "Alianza por Colima"                                               |
| 15/10/2009-14/10/2012 | José de Jesús Plascencia Herrera | PRI              |                                                                              |
| 15/10/2012-14/10/2015 | Indira Vizcaíno Silva            | PRD              |                                                                              |
| 15/10/2015-23/03/2018 | Rafael Mendoza Godínez           | PAN              | Solicitó licencia para buscar la reelección                                  |
| 24/03/2018-2018       | Moisés Morán Gallegos            | PAN              | Interino                                                                     |
| 2018-09/12/2020       | Rafael Mendoza Godínez           | PAN              | Fue reelegido el 01/07/2018. Reasumió el cargo. Nuevamente solicitó licencia |
| 10/12/2020-14/01/2021 | Julio Borjas Cárdenas            | PAN              | Interino                                                                     |
| 15/01/2021-14/10/2021 | Rafael Mendoza Godínez           | PAN              | Reasumió el cargo                                                            |
| 15/10/2021-14/10/2024 | Gabriela Mejía Martínez          | PAN PRI PRD      | Coalición "Va por Colima"                                                    |
| 15/10/2024-           | María Guadalupe Solís Ramírez    | Morena PVEM PT   |                                                                              |

## Localidades
En el censo de 2020 el municipio de Cuauhtémoc contaba con 79 localidades.
| Código INEGI      | Localidad         | Población (2020) |
| ----------------- | ----------------- | ---------------- |
| 060050018         | Quesería          | 9 931            |
| 060050001         | Cuauhtémoc        | 9 746            |
| 060050023         | El Trapiche       | 3 328            |
| 060050004         | Alcaraces         | 1 994            |
| 060050007         | Buenavista        | 1 129            |
| 060050021         | San Joaquín       | 1 017            |
| Otras localidades | Otras localidades | 17 026           |
| Total municipal   | Total municipal   | 31 267           |